# Joseph Millard
Joseph Millard (Hamilton, 1836. április 20. – Omaha, 1922. január 13.) az Amerikai Egyesült Államok szenátora (Nebraska, 1901–1907).